# Carlo Lodovico Morozzo
 (mai 2025).
Le comte Carlo Lodovico Morozzo, né à Turin le 5 août 1743 et mort à Collegno le 12 juillet 1804, est un  scientifique italien du XVIIIe siècle.

## Biographie
Carlo Lodovico Morozzo naquit a Turin le 5 août 1743, d'une des plus anciennes familles de Mondovi. Son père, marquis de Bianzé, avait par les femmes hérité de la seigneurie de San-Genuaro, dans le Vercellais. Ce fief avait appartenu à la famille Bobba, qui eut l'honneur de produire le cardinal Marcantonio, orateur au concile de Trente, et dont le dernier rejeton fut une femme gui épousa le marquis Morozzo. Carlo Lodovico n'était pas l'aîné de sa famille ; il entra à l'âge de seize ans dans l'artillerie en qualité de cadet, et y resta cinq ans, pendant lesquels il étudia les mathématiques sous Joseph-Louis Lagrange. Sans renoncer à la carrière des armes, il se livra sérieusement à l'étude des sciences, pour lesquelles il avait un goût particulier. Lors de la création de l'Académie des sciences de Turin, Morozzo en fut nommé membre, et publia dans les Mémoires de cette société un grand nombre de travaux sur différentes questions scientifiques. Il rendit aussi de grands services à la géographie du Piémont. Colonel du régiment provincial de Turin en 1792, il fit adopter un nouveau système pour l'exploitation du salpètre, et s'occupa de recherches statistiques sur Ia mortalité dans les hôpitaux. Après la bataille de Marengo, Morozzo, qui avait donné des preuves de dévouement à la cause royale, fut exclu de l'Académie des sciences de Turin. Il se mit alors à voyager et ne revint dans ses foyers qu'en 1804. Il mourut le 12 juillet de la mème année.

## Œuvres
Outre une Lettre à M. Macquer sur la décomposition du gaz méphitique et du gas nitreux, imprimée à Turin en 1783, in-4°, Morozzo a publié en français dans les Mémoires de l'académie des sciences de Turin :
- Examen physico-chimique sur la couleur des fleurs et de quelques autres substances vegétales (t, 5) ;
- Sur la rosée et sur les produits aèriformes qu'on en obtient ; Expèriences audiométriques sur l'air pur, vicié par la respiration animale (t. 6) ;
- Sur une aurore boréale eziraordinaire, observée à Turin le 29 février 1780, avec deux planches (t. 7) ;
- Sur la couleur noire des feuilles exposées à l'air inflammable des marais ;
- Examen physico-chimique des couleurs animales ;
- Experiences sur la fiole de Bologne ;
- Relation d'une violente detonation arrivée à Turin le 14 décembre 1785 dans un magasin de farine, suivie d'une Notice sur les infammations spontanées (t. 8) ;
- Sur la mesure des prineipaux points des États du roi et de leur veritable elévation au-dessus du niveau de la mer ;
- Description d'un cygne sauvage pris en Piémont le 29 décembre 1788, suivie d'une Notice de quelques autres oiseauz étrangers qui ont paru dans I'hiver de 1788-1789 ;
- Sur la temperature de l'eau de quelques lacs et de quelques rivières à diffèrentes profondeurs (t. 9) ;
- Sur la variolite du Pièmont ;
- De l'action du fer et du zinc incandescents sur l'air et les autres fluides aériformes (t. 10) ;
- De la lumière phosphorique que quelques pierres donnent en les frottant avec une épingle de laiton, avec des observations sur l'electricité positive ou négative de différentes pierres ;
- Examen d'un gaz hydrogène qui a été conservè douze années dans un flacon (t. 11).